# Gorčinci
Gorčinci (szerbül Горчинци) egy falu Szerbiában, a Piroti körzetben, a Babušnicai községben.

## Népesség
- 1948-ban 1 293 lakosa volt.
- 1953-ban 1 245 lakosa volt.
- 1961-ben 1 033 lakosa volt.
- 1971-ben 887 lakosa volt.
- 1981-ben 751 lakosa volt.
- 1991-ben 645 lakosa volt
- 2002-ben 537 lakosa volt, akik közül 520 szerb (96,83%), 15 roma, 1 jugoszláv.